# Gachantivá
Gachantivá è un comune della Colombia facente parte del dipartimento di Boyacá.
Il centro abitato venne fondato da Manuel Juan Jose Neira nel 1715.

## Luoghi di interesse
il principale luogo di interesse a Gachantivá sono le Ruinas de Gachantivá Viejo.